# Hofmannsthal-Schlössl

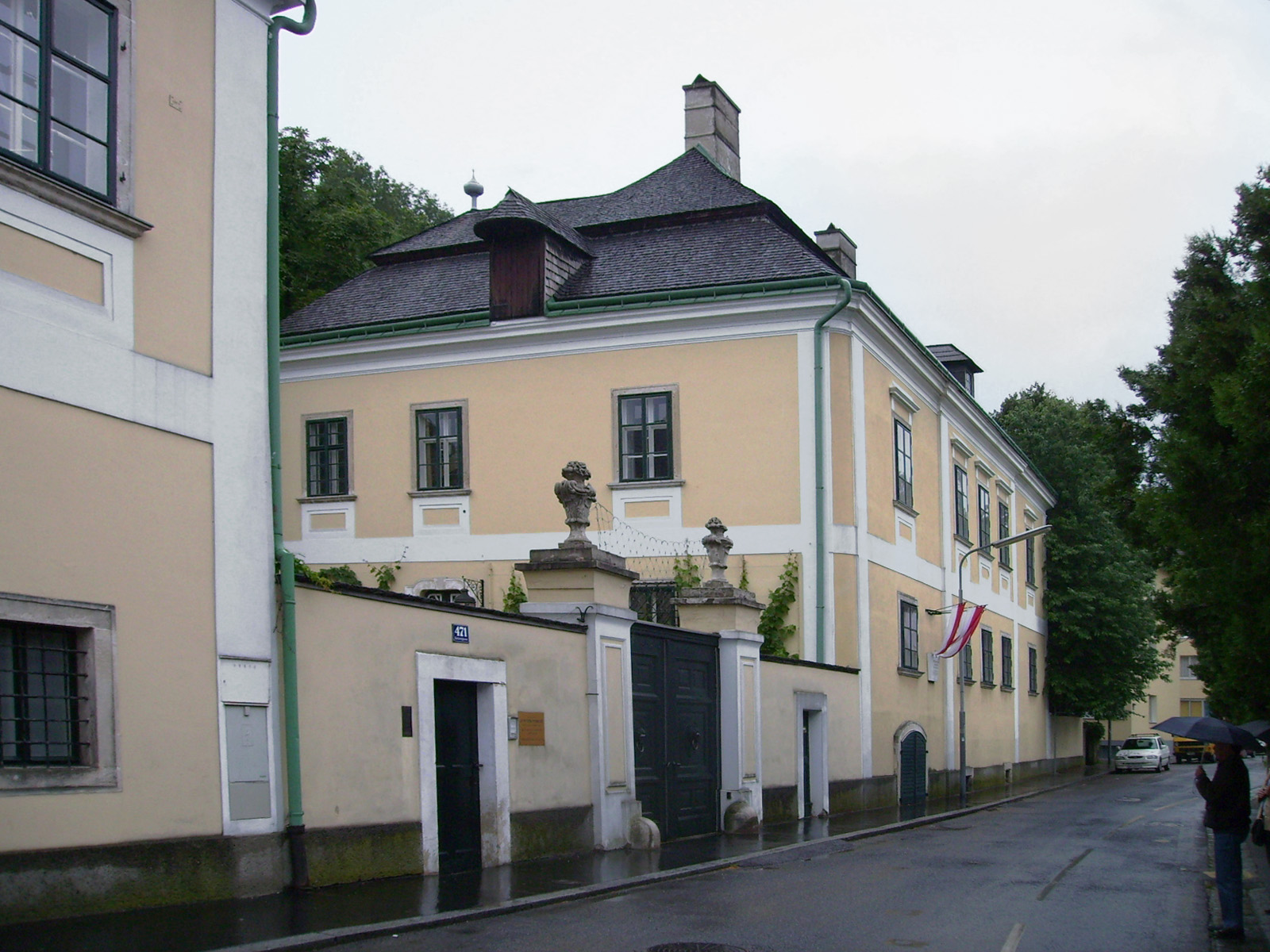
Hofmannsthal-Schlössl

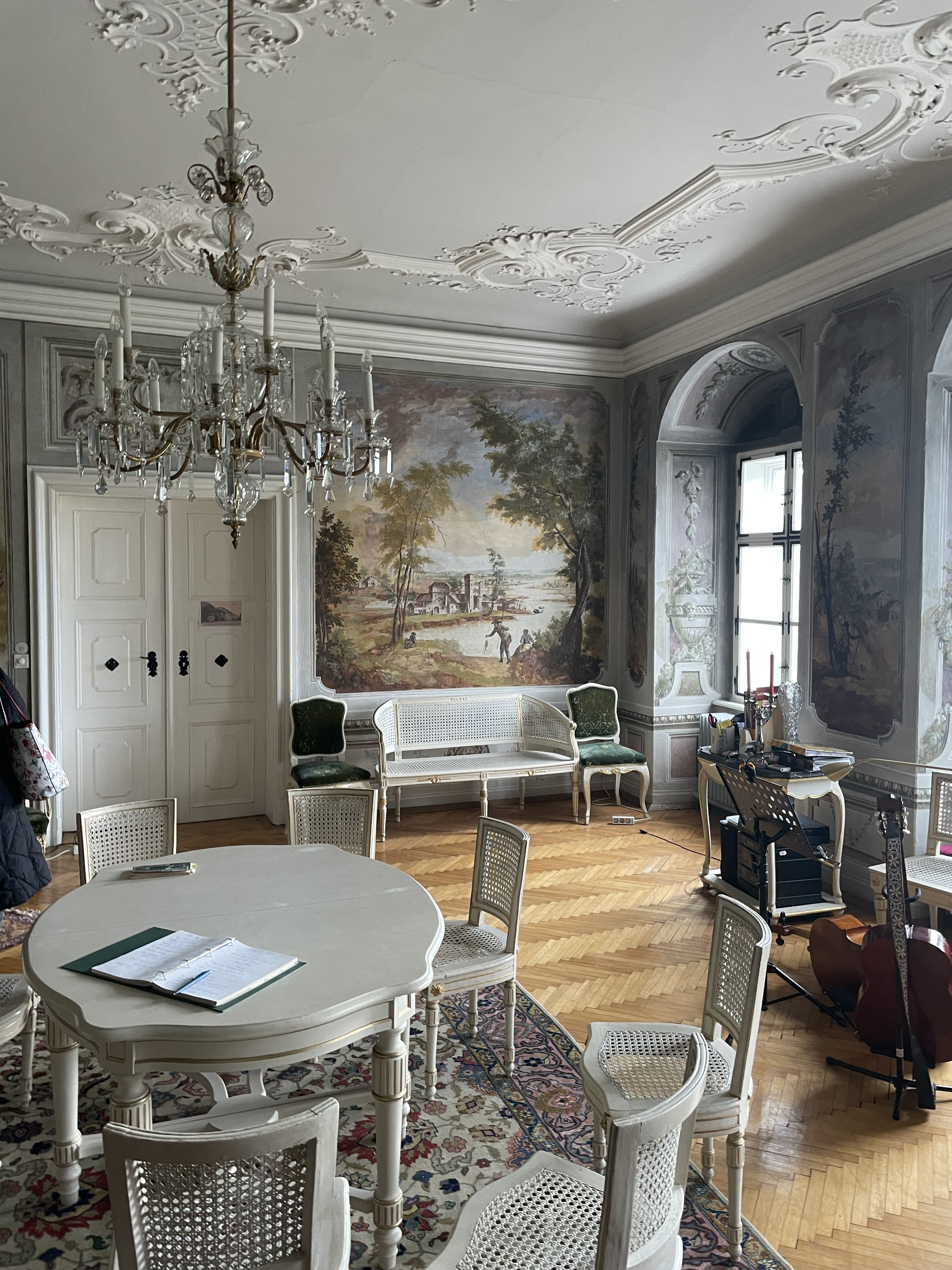
Salon (2024)

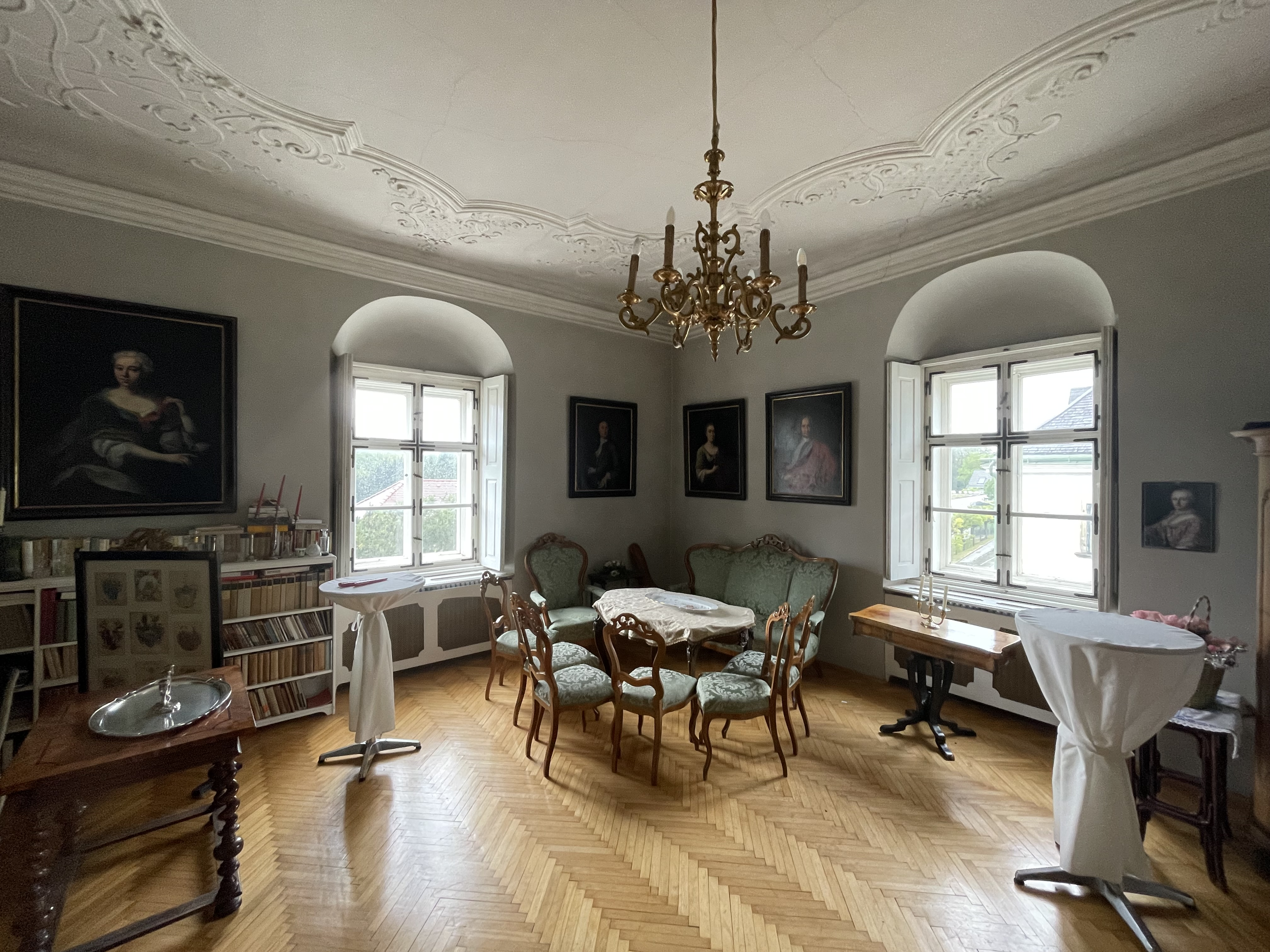
Sterbezimmer, davor Arbeitszimmer von Hofmannsthal (2024)

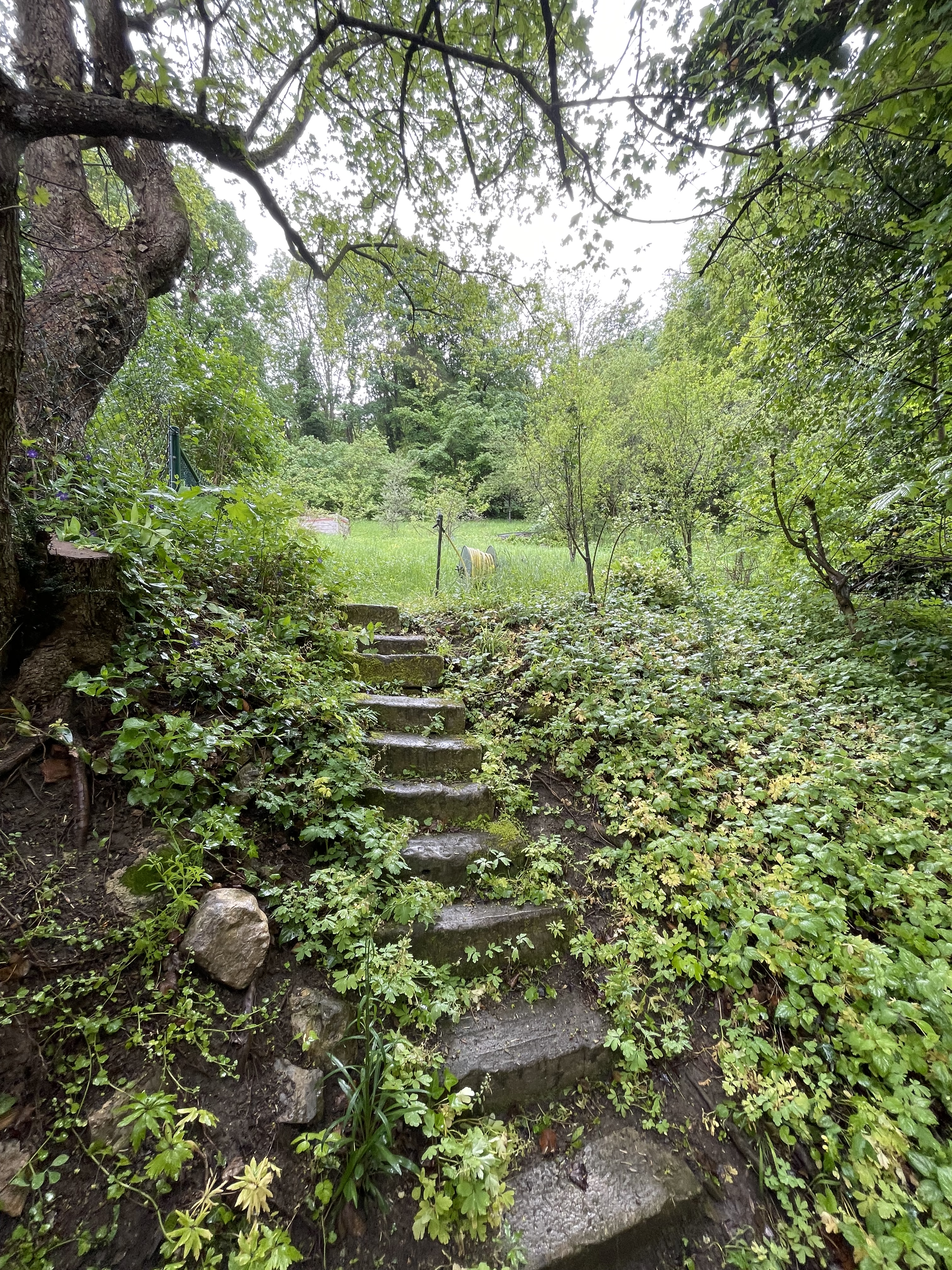
Garten hinter dem Haus (2024)

Das Hofmannsthal-Schlössl, auch Maria-Theresien-Schlössl und Fuchsschlössl, ist ein Herrschaftshaus im 23. Wiener Gemeindebezirk Liesing, das durch seinen früheren Bewohner, den Schriftsteller Hugo von Hofmannsthal, Bekanntheit erlangt hat. Es ist in Privatbesitz.

## Lage und Architektur
Das Hofmannsthal-Schlössl liegt an der Ketzergasse 471 (früher Badgasse 5) im Bezirksteil Rodaun. Die barocke Anlage besteht aus einem zweigeschoßigen Herrenhaus und einem ebenfalls zweigeschoßigen Stöckl mit einem dazwischen gelegenen rechteckigen Hof, der zur Straße hin durch eine Tormauer abgeschlossen ist. Bergseitig schließt sich ein 3000 m2 großer Garten an.
Vom Hof führt eine biedermeierliche Freitreppe zum Eingang des Herrenhauses. Der Bühnenbildner Alfred Roller gestaltete Anfang des 20. Jahrhunderts dessen Windfang. Das Herrenhaus besitzt Stuckdecken aus dem 18. Jahrhundert und ist mit Wandmalereien im Stil Johann Christian Brands, Louis-seize-Möbeln und mehreren Porträtgemälden aus dem 18. Jahrhundert ausgestattet. Im Erdgeschoß des Stöckls befindet sich eine Kapelle mit Stichkappengewölbe.

## Geschichte
Lange Zeit wurde kolportiert, das Gebäude sei 1724 für Fürst Trautson errichtet worden. Maria Theresia von Österreich habe es wenige Jahre später gekauft und ihrer Vertrauten und Obersthofmeisterin Gräfin Karoline von Fuchs-Mollard geschenkt. Aufgrund solcher Annahmen war das Haus auch unter den Namen „Maria-Theresien-Schlössl“ und „Fuchsschlössl“ bekannt.
2016 aber haben Nachforschungen von Katja Kaluga und Katharina J. Schneider diese Annahmen in das Reich der Legende verwiesen, denn sie „basieren auf falschen Lebensdaten […], auf falsch referierten familiären Beziehungen und daraus resultierenden, notwendigerweise unrichtigen Schlüssen über die Besitzverhältnisse.“ Als Urheberin der Legenden betreffend Maria Theresia und Gräfin Fuchs konnten Kaluga/Schneider „die der Blut-und-Boden-Ideologie nahestehende Schriftstellerin Maria Grengg (1888–1963)“ ausmachen, die das Haus ab 1942 bewohnt hatte. Nur die Legende betreffend Fürst Trautson war bereits Hofmannsthal bekannt. Tatsächlich spielt der Name Trautson eine wichtige Rolle für das Haus, denn Carolina Fürstin von Trautson war 10 Jahre lang (1755–1765) Besitzerin des Hauses.
Das häufig genannte Baujahr 1724 lässt sich nicht bestätigen. Jedenfalls wird das Grundstück bereits in dem seit 1692 geführten Grundbuch der Herrschaft Rodaun erwähnt.
Eine Korrektur dieser Legenden ist insofern relevant, als die Hofmannsthal-Forschung, die die Namen der Gräfin und der Kaiserin „gebetsmühlenartig“ wiederholt, fälschlicherweise „die Vorstellung von einem kaiserhausnahen Österreich im Kleinen“ evoziert, und dies, obwohl Hofmannsthal „das Haus weder unter der Bezeichnung ›Fuchs-Schlössel‹ kannte noch selbst jemals von einer direkten Verbindung seines Hauses zu Maria Theresia sprach. Es war ihm nicht um die Etablierung einer Genealogie zu tun, an der er in irgendeiner Form partizipieren konnte.“
Der frisch verheiratete Hofmannsthal mietete sich 1901 im Schlössl ein. Er lebte hier vorwiegend in der warmen Jahreszeit bis zu seinem Tod im Jahr 1929. (Das Haus war nur mit Holzöfen heizbar.) Seine Frau Gerty wohnte weiter hier, bis sie 1938 nach dem Anschluss Österreichs nach England fliehen musste. Die nächste Bewohnerin war die nationalsozialistische Heimatdichterin Maria Grengg, die von Beginn der 1940er Jahre bis zu ihrem Tod 1963 im Schlössl lebte.
Nach ihrem Tod wurde eine Zentralheizung eingebaut. 1988 wurde das Hofmannsthal-Schlössl ein weiteres Mal restauriert. Es ist in Privatbesitz.